# لي بويلان
لي بويلان (بالإنجليزية: Lee Boylan)‏ هو لاعب كرة قدم بريطاني، ولد في 2 سبتمبر 1978 في Witham ‏ في المملكة المتحدة. شارك مع منتخب جمهورية أيرلندا تحت 21 سنة لكرة القدم. أما مع النوادي، فقد لعب مع ستيفيناغ بوروه وكامبريدج يونايتد ونادي إكزتر سيتي ونادي تشيلمسفورد ونادي هايز ووست هام يونايتد.

## وصلات خارجية
- لي بويلان على موقع قاعدة بيانات كرة القدم.إي يو (الإنجليزية)
- لي بويلان على موقع Soccerbase.com (لاعب) (الإنجليزية)
- لي بويلان على موقع Soccerway.com (الإنجليزية)
- لي بويلان على موقع عالم كرة القدم.نت (الإنجليزية)